# Jeżozwierz palawański
Jeżozwierz palawański (Hystrix pumila) – gatunek ssaka z rodziny jeżozwierzowatych (Hystricidae) występujący w Filipinach.

## Taksonomia
Gatunek po raz pierwszy zgodnie z zasadami nazewnictwa binominalnego opisał w 1879 roku niemiecko-brytyjski zoolog Albert Günther nadając mu nazwę Hystrix pumila. Holotyp pochodził z Puerto Princesa, na Palawanie, w Filipinach.
Autorzy Illustrated Checklist of the Mammals of the World uznają ten gatunek za monotypowy.

### Etymologia
- Hystrix: gr. υστριξ ustrix „jeżozwierz”, być może od υς us „wieprz”; θριξ thrix, τριχος trikhos „włosy”[7].
- pumila: łac. pumilus „karzeł”[8].

## Zasięg występowania
Jeżozwierz palawański występuje na wyspie Palawan i przyległych wyspach Busuanga i Balabac, w południowo-zachodniej części Filipin.

## Morfologia
Długość ciała (bez ogona) 450–655 mm, długość ogona 64–190 mm, długość ucha u jednego osobnika 39 mm, długość tylnej stopy u jednego osobnika 69 mm; masa ciała 3,8–5,4 kg. Grzbiet ciemnobrązowy lub czarny, z jasnymi plamkami, brzuch białoszary. Głowa okrągła, z małymi uszami i oczami. Kolce spłaszczone. Łapy z krótkimi pazurami, przednie czteropalczaste, tylne posiadają pięć palców.

## Tryb życia
Jeżozwierz palawański prowadzi nocny tryb życia.
Poza sezonem godowym i okresem opieki nad młodymi są to towarzyskie zwierzęta. Żywią się roślinnością – owocami, jagodami, korzonkami, bulwami i cebulkami roślin, kokosami. Czasami uzupełniają dietę drobnymi bezkręgowcami. Jak inne jeżozwierze, do obrony przed wrogami używają kolców, dzięki temu nie mają żadnych naturalnych wrogów.

## Rozmnażanie
Jeżozwierze te są monogamiczne. Rozmnażają się raz w roku. Po ciąży trwającej od 93 do 105 dni samica rodzi jedno lub dwa młode, które następnie karmi mlekiem przez 3-4 miesiące, choć młode już po dwóch tygodniach zaczyna jeść pokarm stały. Dojrzałość płciową osiągają w wieku od 9 do 18 miesięcy. Zwierzęta dożywają zazwyczaj 9,5 roku, choć mogą żyć 15 lat.

## Relacje z człowiekiem
Zwierzęta są uważane za szkodniki na plantacjach kokosowych. Są także chwytane ze względu na smaczne mięso. Z ich kolców tworzy się ozdoby i talizmany. W 2008 gatunek został zakwalifikowany jako narażony na wyginięcie, ze względu na niszczenie środowiska naturalnego i nadmierne polowania.